# ATCalc
Es un programa informático libre, de código abierto y bajo licencia GPL, atípico, ya que es desde una calculadora sencilla, a una de científica y gráfica con/o un entorno a programación.

## Características

### Globales
- Puede quedar en primero plano.
- Posibilidad de cambio de los tipo de caracteres, pudiendo aumentar su tamaño.
- Muestra ayudas contextuales.

### De la calculadora matemática y del entorno de programación
Para escoger los operadores, funciones, procedimientos, variables y constantes (con enlace directo a la ayuda), hay dos opciones de visualización: parrilla y panel de botones.
Permite crear, guardar y reutilizar: 
- Fórmulas matemáticas y programas. Con muchos ejemplos.
- Constantes de cualquier tipo. Con creación de las necesarias.

## Calculadora matemática
Introducción algebraica de operaciones, por ejemplo (12*a)/(4+2+8).
Ver (y opcionalmente copiar al portapapeles) las operaciones, variables y resultados que se han ido utilizando.
Pasar a ser muy sencilla y ocupar un mínimo espacio a la pantalla, desactivando el que no interese.
Aparte de los operadores (suma, resta, etc.) contiene: 
- Funciones: aritméticas habituales, logarítmicas, trigonométricas, estadísticas, valores aleatorios y opciones lógicas.
- Soporte para números complejos y fecha/hora.
- Cálculo de la integral.

Se pueden crear fórmulas, utilizando: variables, funciones y constantes predefinidas y variables de resultado o constantes de resultado.
Permite ver el resultado redondeado en hexadecimal, binario y cifras romanas, con conversiones.
Permite obtener datos estadísticos de una serie de valores de variables cuantitativas y cualitativas. Ordenar la serie.
Diferentes opciones de copia de los resultados obtenidos al portapapeles o al panel de las operaciones hechas.
Se pueden representar ecuaciones.

## Entorno de programación
- Realizar programas estilo pascal con procedimientos y funciones de alto nivel, y con operaciones con matrices.
- Dibujar, con la programación descrita, diferentes formas (líneas, puntos, rectángulos, elipses, etc.) e incluso texto.
- Permite exportar las imágenes creadas a diferentes formatos, incluidos vectoriales. Cargar y capturar imágenes, medirlas.
- Se pueden crear presentaciones, ejercicios de memorización, pasar tests.

## Calculadora temporal
Dispone de una calculadora temporal para:
- Obtener el tiempo transcurrido entre dos fechas.
- Obtener la fecha final correspondiente a una fecha inicial + un tiempo determinado; o la fecha inicial correspondiente a la fecha final – un tiempo.
- Conversiones de un espacio de tiempo, así se puede calcular cuantas horas son 223 días, cuantos días son 1 año y 3 meses, cuantos meses y semanas son 3873 días, etc.
- Saber el día de la semana para una fecha dada.